# Польско-славянский федеральный кредитный союз
Польско-славянский федеральный кредитный союз англ. Polish & Slavic Federal Credit Union, пол. Polsko-Słowiańska Federalna Unia Kredytowa) — польско-американская некоммерческая организация, основанная в 1976 году в Нью-Йорке.

## История
27 декабря 1976 года в Нью-Йорке был зарегистрирован Промышленно-коммерческий федеральный кредитный союз, в 1979 году сменивший название на Польско-славянский федеральный кредитный союз.
Целью деятельности Союза была помощь польским иммигрантам, которые после прибытия в Нью-Йорк ещё не имели кредитной истории и которым американские банки отказывали в кредитовании.
В 1981 году Союзом было приобретено здание по адресу: 140 Greenpoint Ave. Brooklyn, NY 11222, которое стало его штаб-квартирой.
С 1987 года Союз начал формировать свою филиальную сеть, которая в настоящее время насчитывает 20 действующих подразделений.
В настоящее время, помимо филиалов, Союз также имеет современный операционный центр в Фэрфилде, Нью-Джерси, который позволяет обслуживать более 90 000 членов организации.
С активами более 1,8 млрд долларов США, Союз в настоящее время является крупнейшим этническим кредитным союзом и одним из ста крупнейших кредитных союзов в Соединенных Штатах.
Председателем Совета директоров Союза является Krzysztof Matyszczyk.

## Бизнес-модель
Члены кредитного союза пользуются равным правом голоса, избирают Совет директоров, который контролирует текущую деятельность Союза и определяет стратегические цели. Кредитный союз является неотъемлемой частью сообщества, которому он служит — прибыль, полученная кредитным союзом, служит всем его членам и местному сообществу, которое они представляют, включая различные общественные организации (школы, церкви, скаутские и студенческие организации).

## Членство
Чтобы стать членом Союза, кандидат должен состоять в одной из десяти организаций-спонсоров.

## Организации-спонсоры
- Polish & Slavic Center;
- Polish Cultural Foundation;
- Polonia of Long Island, Inc.;
- Polish Supplementary School Council of America;
- General Pulaski Memorial Parade Committee;
- Alliance of Polish Clubs in the USA;
- Polish Highlanders Alliance of North America;
- The Kosciuszko Foundation;
- The Copernicus Foundation;
- The Polish Army Veterans Association of America[6].

## Общественная деятельность
Союз в течение многих лет занимается спонсорской и благотворительной деятельностью. В 2020 году сумма выделенных на благотворительность дотаций составила более 320 тыс. долларов США. Основными получателями денежных средств стали организации польско-американского сообщества. В настоящее время Союз является основным спонсором деятельности польской общины в Соединенных Штатах.